# إبراهام إبرامسن
إبراهام إبرامسن (بالألمانية: Abraham Abramson)‏ هو نحات ألماني، ولد في 1752 في بوتسدام في ألمانيا، وتوفي في 23 يوليو 1811 في برلين في ألمانيا.